# مايكل زاور
مايكل زاور (بالألمانية: Michael Sauer)‏ (و. 1941  م) هو صحفي، ومنافس ألعاب قوى ألماني، ولد في ركلنهاوزن، شارك في الألعاب الأولمبية الصيفية 1968.

## جوائز
حصل على جوائز منها:

وسام الصليب من رتبة استحقاق من جمهورية ألمانيا الاتحادية

## وصلات خارجية
- مايكل ساور على موقع IMDb (الإنجليزية)
- مايكل ساور على موقع أوليمبيديا (الإنجليزية)

- مايكل زاور في قاعدة بيانات الأفلام على الإنترنت
- مايكل زاور  على موقع SportsReference  - سبورتس رفرنس